# Рануччо I Фарнезе
Рануччо I Фарнезе (итал. Ranuccio I Farnese; 28 марта 1569, Парма — 5 марта 1622, Парма) — четвёртый герцог Пармы и Пьяченцы с 1592 года из рода Фарнезе.

## Жизнь

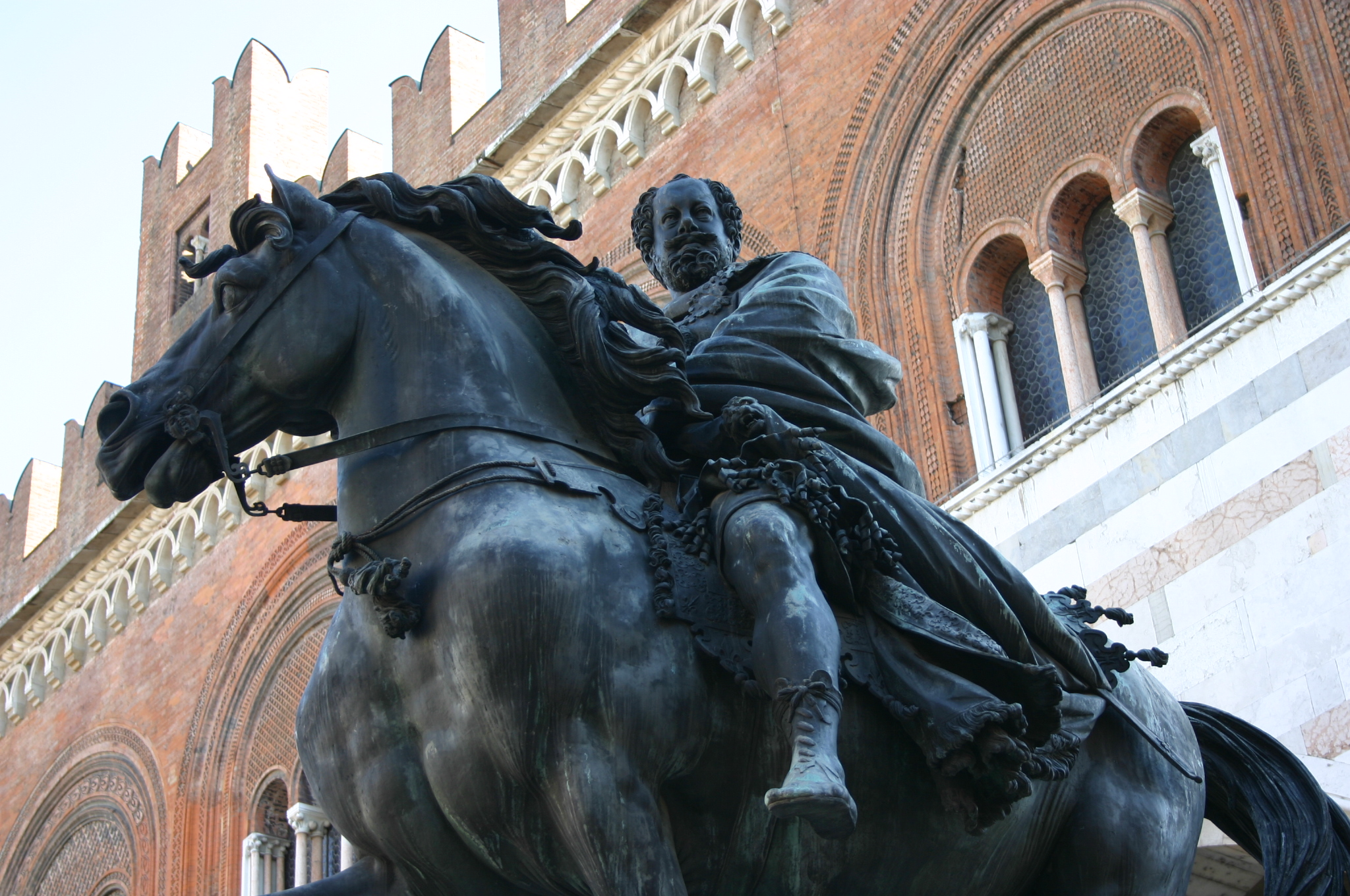
Бронзовая конная статуя Рануччо I Фарнезе, выполненная Франческо Моки. Площадь Кавалли, Пьяченца

Рануччо был старшим сыном герцога Пармского и наместника Испанских Нидерландов Алессандро Фарнезе и португальской инфанты Марии де Гимарайнш, дочери герцога Гимарайнш Дуарте. Таким образом герцог Рануччо I Фарнезе по линии отца был правнуком императора Карла V и праправнуком папы Павла III, а по линии матери правнуком короля Португалии Мануэла I. Благодаря этому он был главным претендентом на португальский престол в ходе кризиса престолонаследия 1580 года, но пребывавший на испанской службе его отец Александр Фарнезе решил не конкурировать с королём 
Испании Филиппом II.

## Семья и дети
7 мая 1600 года в Риме герцог Рануччо женился на племяннице папы Климента VIII Маргарите Альдобрандини, дочери Джанфранческо Альдобрандини и Олимпии Альдобрандини. В браке родились девять детей, лишь пятеро из которых пережили детский возраст:
- Алессандро Фарнезе (5 сентября 1610 — июль 1630), не был женат;
- Одоардо Фарнезе (28 апреля 1612 — 11 сентября 1646), пятый герцог Пармы и Пьяченцы в 1622—1646 гг.;
- Мария Екатерина Фарнезе (18 февраля 1615 — 25 июля 1646), с 1631 года супруга герцога Модены и Реджо Франческо I;
- Виттория Фарнезе (29 апреля 1618 — 10 августа 1649), с 1648 года супруга герцога Модены и Реджо Франческо I;
- Франческо Мария Фарнезе (19 августа 1619 — 12 июля 1647), с 1644 года кардинал Римско-католической церкви, с 1646 года регент герцогства при своем малолетнем племяннике Рануччо II.